# Gereja Jemaat Protestan di Indonesia
De Gereja Jemaat Protestan di Indonesia is een bevindelijk gereformeerd kerkgenootschap in de Indonesche provincie Papua. Het kerkverband heeft ruim 10.000 leden en is ontstaan op 25 juni 1984 als gevolg van zendingswerkzaamheden van de Nederlandse Gereformeerde Gemeenten. Het aantal kerkgangers ligt beduidend hoger.

## Geschiedenis
Op 15 februari 1962 vindt in Rotterdam de uitzendingsdienst plaats van de eerste zendelingen, die door de Gereformeerde Gemeenten worden uitgezonden naar Papua. Het gezelschap vertrekt per boot naar wat toen nog Nederlands-Nieuw-Guinea heette. 
Ruim vijf jaar later, op 28 december 1969, vindt de eerste doopdienst plaats. Op die dag worden er 96 volwassenen en 51 kinderen gedoopt in Abenaho.
In een tijdsbestek van nog geen tien jaar zijn er vijf nieuwe posten geopend in valleien waar nog nooit eerder het Evangelie verkondigd werd. Dit zijn achtereenvolgens: Nipsan, Langda, Bomela en Sumtamon. Vanuit deze posten werden de omliggende gebieden bewerkt. In het Zuidelijk Laagland zijn ook drie posten: Seradela, Samboka en Awinbon.
In 1974 wordt de zendingspost van Nipsan verwoest door inlandse strijders. Hierbij vallen 13 doden. Vier jaar later wordt de zendingspost heropend.
Op 25 juni 1984 wordt de Gereja Jemaat Protestan di Irian Jaya zelfstandig en wordt de eerste synode gehouden. Momenteel telt zij 68 gemeenten en 16 evangelisatieposten. Het kerkverband heeft 24 eigen predikanten. In de Pass Valley staat de Theologische School van de GJPI en in het stadje Wamena staat het Kerkelijk Bureau. Vanwege de naamsverandering van de provincie Irian Jaya in Papua heeft het kerkverband haar naam gewijzigd in Gereja Jemaat Protestan di Indonesia.

## Indeling
Het kerkgenootschap is ingedeeld in de volgende classes:
- Classis Bomela.
- Classis Landikma.
- Classis Langda.
- Classis Langda.
- Classis Pass Valley.
- Classis Sumtamon.